# セ★ブ★ン
『セ★ブ★ン』は、桜井明子による日本の漫画作品。
『なかよし』（講談社）にて2000年2月号から同年9月号まで連載された。全8話。そのほか、同誌同年8月号増刊『なつやすみランド』に番外編が掲載された。単行本は同社の講談社コミックスなかよしより全1巻。

## 書誌情報
- 桜井明子 『セ★ブ★ン』 講談社〈講談社コミックスなかよし〉、2000年11月6日第1刷発行、ISBN 4-06-178950-3